# Лейнесфьорд
Лейнесфьорд (норв. Leinesfjord) — административный центр коммуны Стейген в Норвегии.